# Jean-Pierre Danguillaume
Jean-Pierre Danguillaume (* 25. května 1946, Joué-lès-Tours) je bývalý francouzský závodník v silniční cyklistice. Pochází z cyklistické rodiny: jeho strýc Camille Danguillaume vyhrál Critérium national v roce 1948, mladší bratr Jean-Louis Danguillaume se zúčastnil Tour de l'Avenir 1974 a vyhrál jednu etapu, v roce 1976 zvítězil v jednorázovém závodě Circuit de l'Indre.
Jako amatér byl členem francouzského kvarteta, které skončilo na olympiádě 1968 patnácté v časovce družstev na 100 km. Ve stejném roce získal etapové vítězství na Tour de l'Avenir. Vyhrál celkovou klasifikaci Závodu míru 1969 (byl poslední amatérským vítězem tohoto závodu, který nereprezentoval některou ze zemí sovětského bloku), na konci sezóny se stal členem profesionální stáje Peugeot. Vyhrál sedm etap na Tour de France (včetně královské etapy s cílem na Col du Tourmalet v roce 1974), nejlepším celkovým umístěním bylo 13. místo v roce 1974. Ve stejném roce také skončil sedmý na Vuelta a España jako nejlepší jezdec nepocházející z Pyrenejského poloostrova. Získal bronzovou medaili mezi profesionály na mistrovství světa v silniční cyklistice 1975. Také vyhrál etapové závody Critérium national 1973, Grand Prix du Midi libre 1974 a Tour d'Indre-et-Loire 1977 a jednorázové závody Grand Prix Ouest-France 1971 a Paříž-Bourges 1975. Kariéru ukončil v roce 1978 a stal se sportovním funkcionářem.